# 稲取細野高原

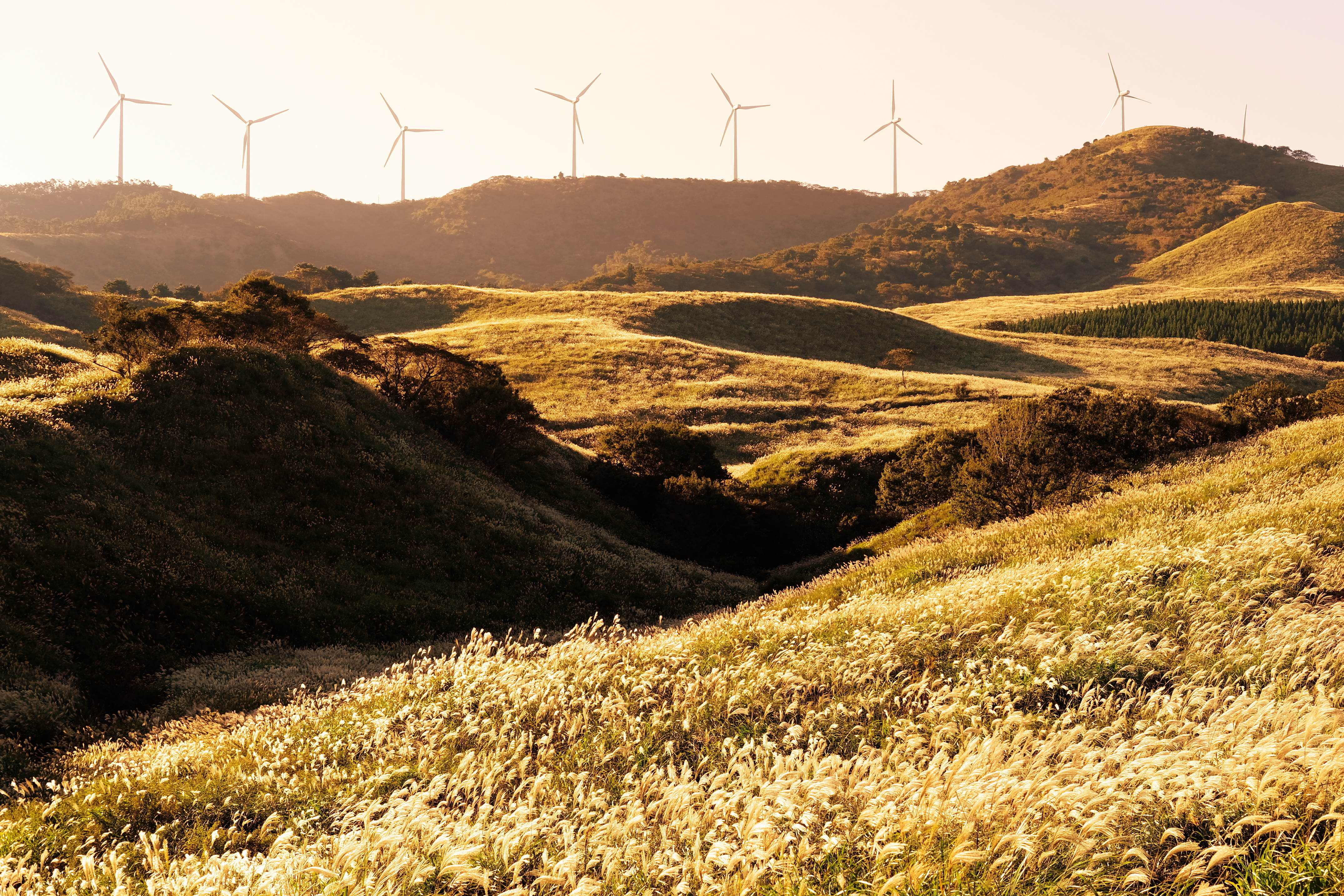
稲取細野高原からユーラス河津ウインドファームを望む（2016年10月）

稲取細野高原（いなとりほそのこうげん）は、静岡県賀茂郡東伊豆町稲取地区の山間部に広がる高原である。ユネスコ世界ジオパークの伊豆半島ジオパーク東伊豆エリアのジオサイトとして認定されている。私有地であり、「稲取地区特別財産運営委員会」が管理している。

## 地理
面積は125ヘクタールで、高原奥の三筋山の標高は821メートルある。高原の一番低い場所の標高が約370メートルあり、最も高い三筋山との標高差が約550メートルあるので、気温でも3度程度の差がある。
稲取細野高原は天城山が河川の侵食か崩壊した後に残った大地である。高原の周囲にある三筋山、大峰山、浅間山も侵食に耐えた天城山の一部とされる。浸食し残された高原は、以下の過程を経て水はけの悪い泥流堆積物に覆われ、高原湿地となっている。
2万5000年前に天城山から流れてきた泥流は、三筋山や大峰山に遮られ、河津町側と東伊豆町側に二分して流下した。東伊豆町側に流れた泥流は「稲取泥流」と呼ばれ、細野高原の下層を構成している。泥流が発生すると、山体の一部も浮いて流れ山として流れる。流れ山と流れ山の間にできた窪地の下側は泥流で水を通さないが、窪地にスコリアが溜まると、そのスコリアの隙間が地下水の帯水層になる。また、熱水が変質した粘土が下流側にあるので、地下にダムが形成され、一定程度常に安定して水を流下させている。
高原下層の稲取泥流は水を通しにくい地層である。そのために湿原が生まれ、貴重な植物が育ち、湧水は飲料水のための水源となっている。高原の中には静岡県の文化財に指定されている4ヶ所の湿原（中山1号・2号・桃野・柴原）があり、ラン類など貴重な湿原植物や水生昆虫・トンボを観察できる。しかし、中山1号湿原は乾燥化が進行している。
植生としては、春はワラビなどの山菜狩りが行われ、秋にはススキの群生が見られるなど、「動植物の宝庫」とも言われる。三筋山周辺の植物と水源林周辺の植物は種類が異なり、特に山焼きと草原の両方の効果で維持されている植物が三筋山周辺により多く分布している。草原特有の植物としては、ジザゲタシ、カラナデシコ、リュウノウギクなどが見られる。高原には約500種類以上の植物が存在し、静岡県の絶滅危惧種も26種ある。
高原中央には水源涵養保安林が位置する。これは地元の人々の飲料水を確保するために保安林を植林し、水が自然に沈む込むように施したものである。
河津町側及び北西側の山焼きが中断したことによって高原の樹林化が年々進行している。現在の高原の広さは1970年代に比較して3分の1程度である。2010年以降では鹿の食害やマダニの増加が課題となっている。

## 歴史
1959年に城東村と稲取町が合併して東伊豆町ができた際、稲取地区には当時230町歩ほど町有地があった。その2分の1は現在、稲取ゴルフ場やバイオパークに借地しているが、細野高原を含めた残りの部分は、1991年の地方自治法の改正により、稲取地区の４区に町から無償譲渡された。その際は、議論の末に４区が責任を持って細野高原の管理や運営をしていくことで決定した。この時できた稲取地区特別財産区は、稲取地区の区長や区の役員で構成されており、現在も細野高原の管理や運営を行っている。なお、借地料の半分は町に、残りの半分を財産区の財源として使用している。財産区以外でも東伊豆町観光協会は、パンフレットやチラシの作成、受付の手伝いなどに協力している。ただし、2011年から始まった秋のイベントに関しては観光協会が企画・運営を主催で行っている。
2013年から保全費確保のため、高原への入山料を取るようになる。
2020年、財産区による「細野高原を考える会」の立ち上げてを受けて、観光協会が「年間活用委員会」を発足した。委員会では春と秋のイベントだけではなく、年間で高原を利活用する方向性としてハイキングを掲げ、整備や企画の立案を実施している。
近年では、パラグライダーやラジコンの会など各種団体、映画やコマーシャルの撮影などに貸し出して収入の一部にしている。一方で、山焼きの作業員の高齢化が問題となっている。

## 利用
高原付近の町では稲作に不向きな土地が多く、通常は稲穂で行う田畑の肥料や牛馬の飼料の代わりとしてススキが活用された。また、かつては茅葺き屋根を作るための茅場としても管理されていた。
高原は数百年来、山焼きを行うことで草原を維持しており、現在でもみかん畑の保湿、保温材、肥料として利用されている。また、山焼きは害虫の駆除、木々の侵入を防ぐためにも行う。秋に草原の周囲を刈り取って「防火帯」を作り、毎年2月に年長者のもと130人程が1日がかりで草原に火を放つ。山焼きが終わると黒い焼野となるが、上述の通り春は山菜、秋はススキが芽吹く。なお、山焼きを含めて高原を管理するのに年間500万円ほど維持費がかかる。
高原内は自由に歩いて散策でき、春は山菜狩り、秋はススキイベントが実施される。三筋山の頂上からは稲取の町だけでなく、伊豆半島東海岸、西伊豆の山々、万三郎岳・万次郎岳など天城山、相模湾、伊豆諸島を一望できる。東伊豆町立稲取小学校では遠足で訪れることがある。

### ロケ地としての利用
テレビドラマのロケ地や各種メディアなどに利用されている。
- 2005年　フジテレビ「西遊記」
- 2005年　映画「日本沈没」
- 2010年　フジテレビ「まっすぐな男」
- 2014年　Dream MV 「ダーリン」
- 2014年　フジテレビ「すべてがFになる」
- 2015年　テレビ朝日「十津川警部」
- 2015年　ゆいかおりMV 「Ring Ring Rainbow!!」
- 2016年　スバル・フォレスターCM 「ナイトダイビング編」
- 2016年　NHKドラマ「夏目漱石の妻」

## 稲取細野高原が登場する作品
- ゆるキャン△[8]

## 現地情報
所在地
- 静岡県賀茂郡東伊豆町稲取3150-3

周辺施設
- ツリーハウス村キャンプ場[2]。
- 稲取ゴルフクラブ（加森観光）
- 東伊豆風力発電所（東京電力）
- ユーラス河津ウインドファーム（ユーラスエナジーホールディングス）

交通アクセス
- 国道135号線「稲取温泉入口看板」より車で約15分。イベント期間中は伊豆稲取駅から高原行きの路線バス（土日のみ、有料）が運行される[2]。駐車場は麓に第一駐車場（41台）と第二駐車場（103台）がある[9]。

アクティビティ
- パラグライダー体験。伊豆フライトハウスが運営する[2]。